# 11064 Dogen
11064 Dogen (1991 WB) là một tiểu hành tinh vành đai chính được phát hiện ngày 30 tháng 11 năm 1991 bởi M. Mukai và M. Takeishi ở JCPM Kagoshima Station.